# Herlev Rebels 2018
Questa voce raccoglie le informazioni riguardanti gli Herlev Rebels nelle competizioni ufficiali della stagione 2018.

## 2. division 2018

### Stagione regolare
| Herlev 19 agosto 2018, ore 14:00 2ª giornata | Herlev Rebels | 8 – 26 referto | Ørestaden Spartans | Kildegårdsskolen |

| Næstved 26 agosto 2018, ore 14:00 3ª giornata | Næstved Vikings | 0 – 36 referto | Herlev Rebels | SJSI Vikings |

| Herning 8 settembre 2018, ore 14:00 5ª giornata | Herning Hawks | 34 – 8 referto | Herlev Rebels | Herning Atletikstadion |

| Herlev 22 settembre 2018, ore 14:00 7ª giornata | Herlev Rebels | 42 – 0 referto | Horsens Stallions | Kildegårdsskolen |

### Playoff
| Copenaghen 7 ottobre 2018, ore 14:00 2. divisions Bowl | Ørestaden Spartans | 36 – 0 referto | Herlev Rebels | Boldfælleden |

## Statistiche di squadra
| Competizione      | %Vittorie | In casa | In casa | In casa | In casa | In casa | In casa | In trasferta | In trasferta | In trasferta | In trasferta | In trasferta | In trasferta | Totale | Totale | Totale | Totale | Totale | Totale |
| Competizione      | %Vittorie | G       | V       | N       | P       | Pf      | Ps      | G            | V            | N            | P            | Pf           | Ps           | G      | V      | N      | P      | Pf     | Ps     |
| ----------------- | --------- | ------- | ------- | ------- | ------- | ------- | ------- | ------------ | ------------ | ------------ | ------------ | ------------ | ------------ | ------ | ------ | ------ | ------ | ------ | ------ |
| Stagione regolare | .500      | 2       | 1       | 0       | 1       | 50      | 26      | 2            | 1            | 0            | 1            | 44           | 34           | 4      | 2      | 0      | 2      | 94     | 60     |
| Playoff           | .000      | 0       | 0       | 0       | 0       | 0       | 0       | 1            | 0            | 0            | 1            | 0            | 36           | 1      | 0      | 0      | 1      | 0      | 36     |
| Totale            | .400      | 2       | 1       | 0       | 1       | 50      | 26      | 3            | 1            | 0            | 2            | 44           | 70           | 5      | 2      | 0      | 3      | 94     | 96     |